# Carlia sexdentata
Espèce
Synonymes
- Heteropus sexdentatus Macleay, 1877
- Heteropus variegatus Macleay, 1877
- Heteropus maculatus De Vis, 1885
- Heteropus rubricatus De Vis, 1885

Carlia sexdentata est une espèce de sauriens de la famille des Scincidae.

## Répartition
Cette espèce est endémique d'Australie. Elle se rencontre dans le Nord du Queensland et dans le Nord du Territoire du Nord.

## Publication originale
- Macleay, 1877 : The lizards of the Chevert Expedition. Proceedings of the Linnean Society of New South Wales, vol. 2, p. 60-69 & 97-104 (texte intégral).